# STS-105
STS-105 — космический полёт MTKK «Дискавери» по программе  «Спейс Шаттл» (106-й полёт программы и 30-й полёт для Дискавери). Основным задачами STS-105 являлись доставка на Международную космическую станцию (11-й полёт шаттла к МКС) третьего долговременного экипажа (МКС-3) и возвращение на Землю второго экипажа (МКС-2). Помимо этого, была осуществлены доставка расходуемых материалов и дооснащение лабораторного модуля «Дестини».

## Экипаж
Экипаж STS-105 (назначение официально объявлено НАСА 1 декабря 2000 года) состоял из 7 астронавтов, причём четверо — экипаж шаттла, а трое — экипаж МКС (различный при старте и возвращении):
- (НАСА): Скотт Хоровиц (4)[8] — командир;
- (НАСА): Фредерик Стеркоу (2) — пилот;
- (НАСА): Патрик Форрестер (1) — специалист полёта-1;
- (НАСА): Даниэль Барри (3) — специалист полёта-2, бортинженер.

### Экипаж старта
В задачи STS-105 входило доставить на МКС экипаж 3-й долговременной экспедиции:
- (НАСА): Фрэнк Калбертсон (3) — специалист полёта-3, командир МКС;
- (ФКА): Владимир Дежуров (2) — специалист полёта-4, пилот МКС.
- (ФКА): Михаил Тюрин (1) — специалист полёта-5, бортинженер МКС.

Хотя доставка и возвращение экипажа МКС-3 планировалась шаттлами, экипаж Калбертсона был подготовлен и для аварийного возвращения на «Союзе». В связи с чем, кроме распределения обязанностей в экипажах шаттла (специалисты полёта) и МКС, существовали должности в составе экипажа «Союза»: Дежуров — командир ТК, Тюрин — бортинженер-1 ТК, Калбертсон — бортинженер-2 ТК.
Дублирующий экипаж старта:
- (ФКА): Валерий Корзун (2) — специалист полёта-3, командир МКС;
- (ФКА): Сергей Трещёв (1) — специалист полёта-4, пилот МКС;
- (НАСА): Пегги Уитсон (1) — специалист полёта-5, бортинженер.

### Экипаж возвращения
В задачи STS-105 входило доставить на Землю экипаж 2-й долговременной экспедиции:
- (НАСА): Джеймс Восс (5) — специалист полёта-3, бортинженер МКС;
- (НАСА): Сьюзан Хелмс (5) — специалист полёта-4, бортинженер МКС;
- (ФКА): Юрий Усачёв (4) — специалист полёта-5, командир МКС;

## Параметры полёта
- Масса аппарата
  - при старте — 116 914 кг;
  - при посадке — 100 824 кг;
- Грузоподъёмность — 9 072 кг;
- Наклонение орбиты — 51,6°;
- Период обращения — 92,3 мин;
- Перигей — 373 км;
- Апогей — 402 км.

## Выходы в космос
Во время полёта STS-105 было осуществлено два выхода в открытый космос, оба совершили астронавты НАСА Патрик Форрестер и Дэниел Бэрри.
- 16 августа c 13:58 до 20:14 (UTC), длительность 6 часов 16 минут. Установка на секции фермы P6 блока EAS с запасом аммиака; перенос и установка двух контейнерв PEC на шлюзовую камеру «Квест»[2].
- 18 августа c 13:42 до 19:11 (UTC), длительность 5 часов 29 минут. Установка поручней OIH (от англ. Orbit-Installed Handrail) на поверхности модуля «Дестини»; прокладка вдоль них двух силовых кабелей LTA (от англ. Launch-to-Activation Heater) для установки секции фермы S0 в полёте STS-110[2].

## Эмблема STs-105
Автором эмблемы STS-105 является астронавт НАСА, участник миссии — Патрик Форрестер. На эмблеме отображена основная задача полёта, а именно — смена экипажа на МКС: три золотые звезды возле взлетающего орбитального корабля символизируют экипаж 3-й основной экспедиции, а две звезды возле спускающегося шаттла — экипаж 2-й основной экспедиции, возвращающийся на Землю. Шлейф пламени за каждым шаттлом стилизован под флаги США и Российской Федерации (в зависимости от того, чей астронавт является командиром экспедиции: американец Калбертсон у МКС-3 и россиянин Усачёв у МКС-2). Круг, образующийся двумя (выходящим на орбиту и возвращающимся на Землю) космическими кораблями, отражает ротацию экипажей МКС и их постоянное присутствие на орбите.
Звезда с тремя лучами, пересекающими эмблему, является символом офиса астронавтов НАСА и олицетворяет неразрывную связь между Землей и Международной космической станцией. Два космических корабля — выходящий на орбиту и возвращающийся на Землю — образуют круг, отражающий ротацию экипажей на МКС и их постоянное присутствие на орбите. Имена четверых астронавтов экипажа «Дискавери» помещены в окружность эмблемы, а имена членов экипажей МКС размещены на шевроне внизу эмблемы.